# Mimamsa

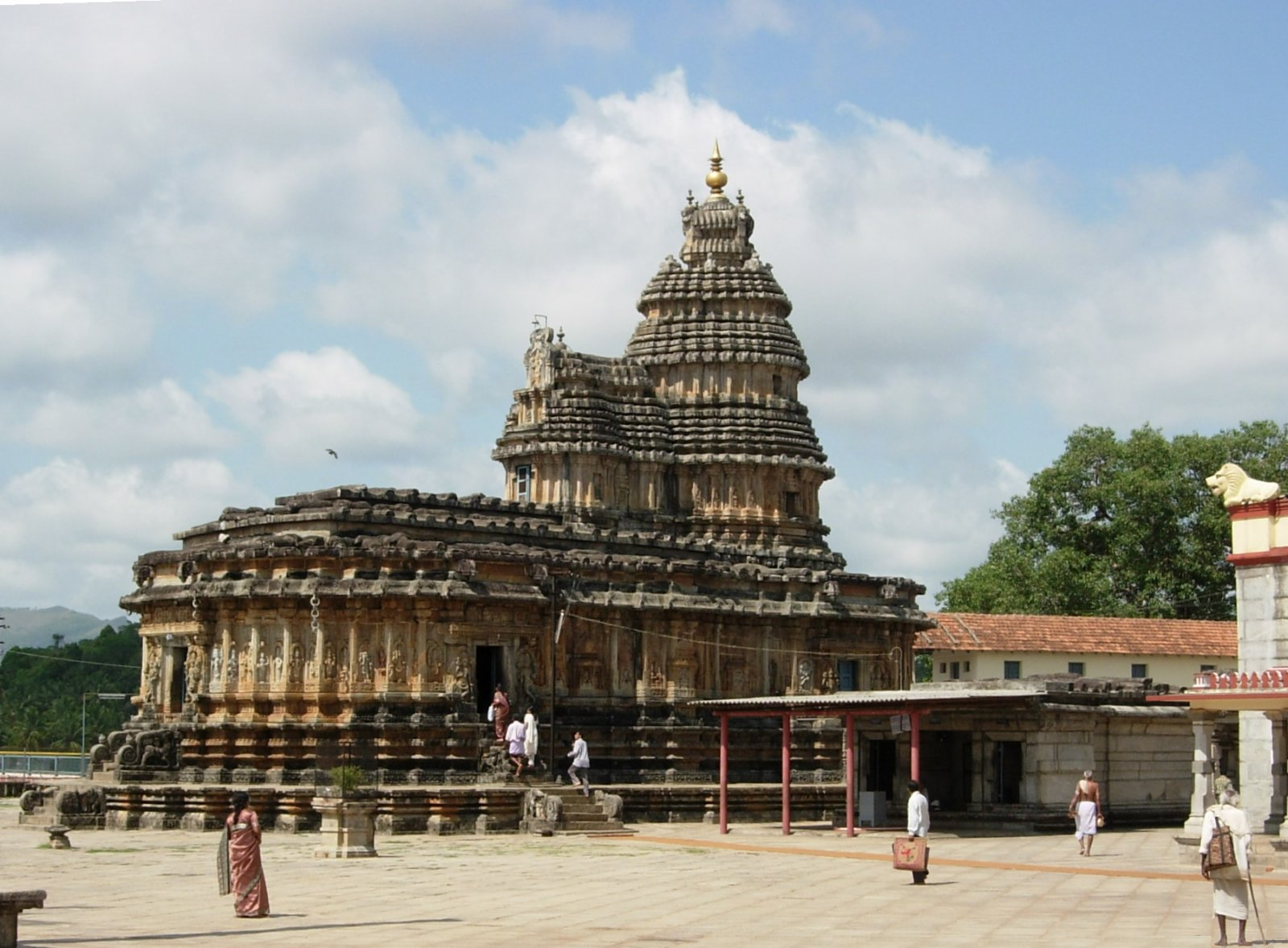
Vidyashankara Tempel te Shringeri

Mimamsa, Mimansa of Purva Mimamsa is een van de zes orthodoxe of astika filosofische scholen (darsana's) van het hindoeïsme en besteedt veel aandacht aan de rede als een methode om de leer van de Veda's te achterhalen. Letterlijk betekent mimamsa mentale ontleding, diep onderzoek of diep nadenken over iets.
De mimamsa-school staat voor een terugkeer naar de vroege Veda's en ontwikkelde daartoe de vedische hermeneutiek. De Upanishads werden hierbij gezien als ondergeschikt aan de Samhita's en vooral de Brahmana's. Het hechtte daarbij grote waarde aan de daarbij behorende rituelen waarmee de aard van dharma, de morele plichten, onderzocht moet worden. Daartoe kunnen alle kenmiddelen (pramana's) gebruikt worden.
De belangrijkste bijdrage van deze school aan het hindoeïsme was het toevoegen van regels aan de vedische interpretatie. De volgers van deze leer geloven dat het woord van de Veda's het belangrijkste pramana is. De mimamsa accepteren de logica en filosofie van de andere scholen, maar vinden dat deze gekoppeld moeten worden met correcte daden en vinden dat moksa (verlossing) als uiteindelijk doel stellen niet volledig vrij is van verlangens en egoïsme. Aangezien het godsbewijs volgens Shabara ontbreekt, zijn de oude vedische goden als Indra, Agni en Varuna slechts van betekenis omdat ze genoemd worden in de mantra's. De goden zijn in deze non-theïstische religie dan ook ondergeschikt aan het ritueel.
Volgens de mimamsa is het streven naar bevrijding gebaseerd op het egoïstische verlangen vrij te zijn. Alleen in overeenstemming met de voorschriften van de Veda's kan iemand gered en dus niet bevrijd worden. In een later stadium veranderde de mimamsa school haar standpunten en begon de doctrine van god en mukti (bevrijding) te onderwijzen. Deze volgelingen proberen zich te bevrijden of te ontsnappen aan de beperkingen van de ziel door jnana (verlichte activiteit). Hoewel mimamsa tegenwoordig niet veel aandacht meer krijgt, heeft het een grote invloed gehad in het leven van de praktiserende hindoes. Alle rites, ceremonies en religieuze wetgeving zijn er door beïnvloed.
De Karma Mimansa of Purva Mimamsa Sutras van Jaimini is een lijvig werk waarin de cyclus van oorzaak en gevolg van denken en doen stelselmatig tot in detail wordt geanalyseerd.

## Bron
- Purva Mimamsa